# Apimela perreti
Apimela perreti – gatunek chrząszcza z rodziny kusakowatych i podrodziny rydzenic.
Gatunek ten opisał po raz pierwszy w 1996 roku Roberto Pace na łamach „Revue suisse de Zoologie”. Jako lokalizację typową wskazano Loita Hills w okolicach Morijo w kenijskim hrabstwie Narok. Epitet gatunkowy nadano na cześć Jean-Luca Perreta.
Chrząszcz o błyszczącym, wydłużonym w zarysie ciele długości 2,3 mm. Głowa, przedplecze i znacznie większe od niego pokrywy są brązowe, o zatartym punktowaniu i nieobecnym siateczkowaniu. Czułki mają wszystkie człony brązowe. Barwa odnóży jest rudobrązowa. Odwłok jest brązowy z rudobrązowymi podstawą, krawędziami i wierzchołkiem. Na jego powierzchni występuje mikrorzeźba w postaci zatartej siateczki o poprzecznych oczkach.
Owad afrotropikalny, znany wyłącznie z Kenii. Spotkany na rzędnych od 2100 do 2300 m n.p.m.